# دايفيد هير
دايفيد هير (بالإنجليزية: David Hare)‏ هو رسام ومصور أمريكي، ولد في 10 مارس 1917 في نيويورك في الولايات المتحدة، وتوفي في 21 ديسمبر 1992 في جاكسون في الولايات المتحدة بسبب أم الدم الأبهرية.